# Sozoranga (canton)
Sozoranga est un canton d'Équateur situé dans la province de Loja.